# Máel Coluim mac Alaxandair
Máel Coluim mac Alaxandair, in inglese Malcolm MacAlexander (fl. XII secolo), è stato un noto ribelle scozzese medievale.
Figlio illegittimo di re Alessandro I di Scozia, fu una costante spina nel fianco dell'autorità regia durante la prima parte del regno dello zio Davide I.

## Biografia

### Origini e sospetto omicidio del cugino
Era l'unico figlio di Alessandro I di Scozia, e nacque tra il 1105 e il 1115. Avendolo avuto al di fuori del suo legittimo matrimonio con Sibilla di Normandia, Alessandro non aveva modo di farlo ascendere al trono pur non possedendo altri eredi. Alla morte del padre nel 1124 il trono di Scozia andò quindi a suo zio Davide, il quale invece possedeva un erede legittimo, il principe Enrico di Scozia.
In realtà Davide aveva avuto anche un altro figlio prima di Enrico, Malcolm, che tuttavia era stato assassinato nel 1117 circa da un chierico, condannato per questo alla morte per squartamento. Non si sa chi fosse il mandante dell'omicidio del piccolo Malcolm: alcune fonti dicono che fosse responsabilità del deposto sovrano Donalbane, zio di Alessandro e Davide. Ciò tuttavia è alquanto inverosimile, perché egli era morto quasi vent'anni prima, quasi subito dopo la perdita del trono, e Davide era troppo giovane al momento della sua morte per avere già dei figli.
Il colpevole più probabile era quindi il cugino Malcolm, o piuttosto lo zio Alessandro, sovrano noto del resto per la sua spietatezza. Le fonti tuttavia, probabilmente in ossequio alla dinastia scozzese, sono vaghe sulla faccenda.

### Ribellioni
Dopo la morte del padre e l'ascesa di Davide, Malcolm non accettò la salita al potere dello zio e si ribellò. Orderico Vitale nella Historia Ecclesiastica riporta che i due si scontrarono più volte, ma che infine fu Davide a prevalere grazie al supporto ricevuto da Enrico I d'Inghilterra. Sconfitto, Malcolm fuggì nelle Highlands, ancora malcontrollate dagli scozzesi, e si dedicò al brigantaggio.
Col tempo si alleò con re Óengus del Moray, discendente di Lulach di Scozia (figliastro di re Macbeth) e principale rivale dei Dunkeld per il predominio sulla Scozia. Insieme marciarono contro Davide nel 1130, scontrandosi con le sue truppe nella battaglia di Stracathro. Lo scontro fu però disastroso, tanto che Óengus fu ucciso e Malcolm costretto a fuggire di nuovo.
Aiutato ancora una volta da Enrico I, re Davide fu in grado di marciare sul Moray, conquistarlo e dare la caccia a Malcolm, catturandolo nel 1134 e imprigionandolo nel castello di Roxburgh. Non si conosce il suo destino dopo questa data, ma è probabile che morì anni dopo sempre in prigionia.
Viene a volte identificato come membro del clan McHeth, ma non ci sono prove a sostegno di ciò.

## Ascendenza
|                            |   |                    | Genitori                 |  |  | Nonni |  |  | Bisnonni           |  |  | Trisnonni         |  |
|                            |   |                    |                          |  |  |       |  |  | Duncan I di Scozia |  |  | Crinán di Dunkeld |  |
|                            |   |                    |                          |  |  |       |  |  | Duncan I di Scozia |  |  | Crinán di Dunkeld |  |
|                            |   | Bethoc di Scozia   |                          |  |  |       |  |  | Duncan I di Scozia |  |  |                   |  |
| Malcolm III di Scozia      |   |                    |                          |  |  |       |  |  | Duncan I di Scozia |  |  |                   |  |
|                            |   | Suthen             | …                        |  |  |       |  |  |                    |  |  |                   |  |
|                            |   | Suthen             | …                        |  |  |       |  |  |                    |  |  |                   |  |
|                            |   | Suthen             | …                        |  |  |       |  |  |                    |  |  |                   |  |
| Alessandro I di Scozia     |   | Suthen             |                          |  |  |       |  |  |                    |  |  |                   |  |
|                            |   | Edoardo l'Esiliato | Edmondo II d'Inghilterra |  |  |       |  |  |                    |  |  |                   |  |
|                            |   | Edoardo l'Esiliato | Edmondo II d'Inghilterra |  |  |       |  |  |                    |  |  |                   |  |
|                            |   | Edoardo l'Esiliato | Ealdgyth                 |  |  |       |  |  |                    |  |  |                   |  |
| santa Margherita di Scozia |   | Edoardo l'Esiliato |                          |  |  |       |  |  |                    |  |  |                   |  |
|                            |   | Agata di Kiev      | …                        |  |  |       |  |  |                    |  |  |                   |  |
|                            |   | Agata di Kiev      | …                        |  |  |       |  |  |                    |  |  |                   |  |
|                            |   | Agata di Kiev      | …                        |  |  |       |  |  |                    |  |  |                   |  |
| Máel Coluim mac Alaxandair |   | Agata di Kiev      |                          |  |  |       |  |  |                    |  |  |                   |  |
|                            | … | …                  |                          |  |  |       |  |  |                    |  |  |                   |  |
|                            | … | …                  |                          |  |  |       |  |  |                    |  |  |                   |  |
|                            | … | …                  |                          |  |  |       |  |  |                    |  |  |                   |  |
| …                          | … |                    |                          |  |  |       |  |  |                    |  |  |                   |  |
|                            |   | …                  | …                        |  |  |       |  |  |                    |  |  |                   |  |
|                            |   | …                  | …                        |  |  |       |  |  |                    |  |  |                   |  |
|                            |   | …                  | …                        |  |  |       |  |  |                    |  |  |                   |  |
| amante                     |   | …                  |                          |  |  |       |  |  |                    |  |  |                   |  |
|                            |   | …                  | …                        |  |  |       |  |  |                    |  |  |                   |  |
|                            |   | …                  | …                        |  |  |       |  |  |                    |  |  |                   |  |
|                            |   | …                  | …                        |  |  |       |  |  |                    |  |  |                   |  |
| …                          |   | …                  |                          |  |  |       |  |  |                    |  |  |                   |  |
|                            |   | …                  | …                        |  |  |       |  |  |                    |  |  |                   |  |
|                            |   | …                  | …                        |  |  |       |  |  |                    |  |  |                   |  |
|                            |   | …                  | …                        |  |  |       |  |  |                    |  |  |                   |  |
|                            |   | …                  |                          |  |  |       |  |  |                    |  |  |                   |  |